# Attrapaïre
Un attrapaïre est un homme, généralement jeune, qui attrape les taureaux de Camargue lors de leur passage au cours des abrivado et des bandido.

## Historique
« Les archives locales, aussi loin qu'elles peuvent remonter dans la France méridionale, enregistrent l'existence de jeux du taureau. (...) La forme la plus populaire prise par ces jeux semble être la course AU taureau, en Provence ou à la vache, dans les Landes. » À partir de XVIe siècle, époque où sont apparues les premières courses de taureaux en Camargue, les jeux taurins n'étaient pas codifiés, il n'y avait ni bandido, ni abrivado. En revanche la course au taureau se pratiquait sur le chemin des abattoirs, où des jeunes gens  donnaient la pièce aux valets des bouchers pour qu'ils arrêtent le troupeau et les laissent jouer avec les bêtes. Parfois, il s'agissait aussi d'assurer la survie et le repas des populations. Lorsqu'ils avaient réussi à attraper une bête, ils la tuaient et partageaient la viande équitablement, notamment à partir du XVIIe siècle, où les famines se succédaient, la plus importante étant celle de 1661-1662 qui marquait le début de règne de Louis XIV. Les attrappeurs sont devenus  par la suite des attrapaïres, plus ludiques[Quoi ?] et amateurs de sensations fortes.

## Époque contemporaine

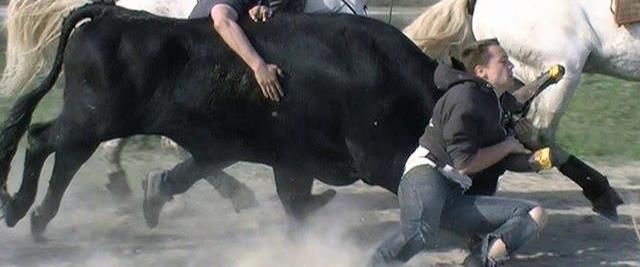
attrapaïre de taureaux

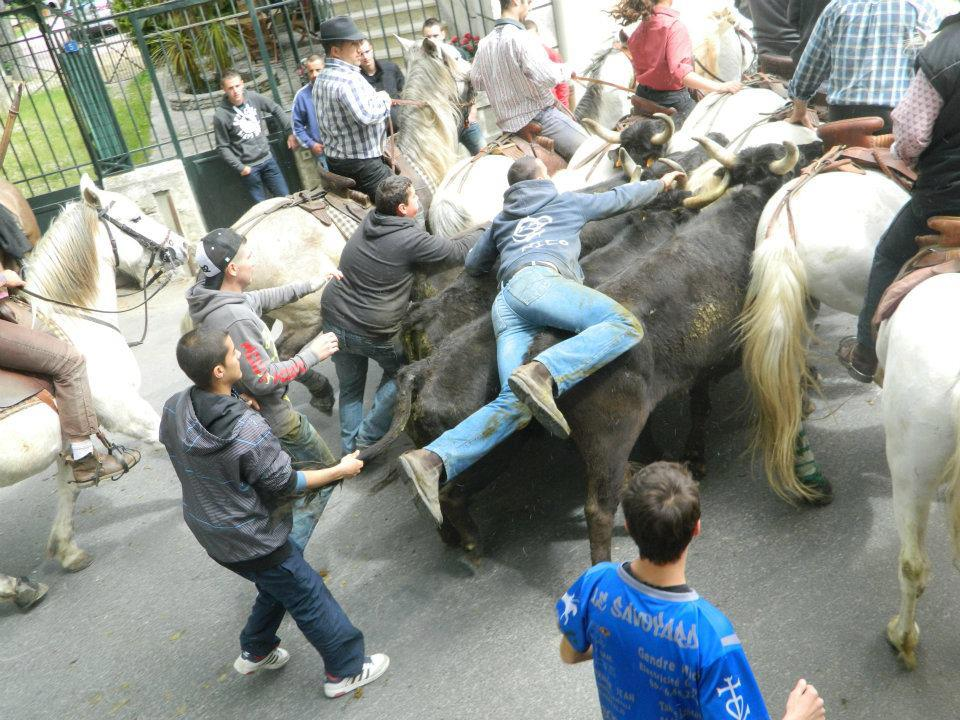
Attrapaire de taureaux

Lorsque la tradition  des courses camarguaises s'est développée avec un cérémonial codifié : les taureaux ont été emmenés aux arènes et ramenés aux champs par les gardians au cours d'abrivados et de bandidos. Leur passage dans les villages est maintenant très attendu et donne lieu à une fête où les habitants viennent pour voir en action leur cousin ou leur petit-fils attraper les taureaux menés par les gardians à cheval (regroupés eux-mêmes au sein de manades).
Ces manifestations se déroulent sur presque toute l'année, pendant environ neuf ou dix mois. Elles commencent avec la fête de la Sainte Agnès à Saint-Aunès et la fête votive de Lunel-Viel et elles se terminent avec la fête d'Aigues-Mortes.
On voit aussi apparaitre, lors des fêtes de villages, ce que l'on appelle des « bandes » de jeunes gens habillés de manière identique, mais qui ne sont pas originaires du village où se déroule la fête. Ces groupes sont itinérants et vont d'un village à un autre pour assister aux  abrivades et bandides  afin de se mesurer à des animaux dangereux et prouver ainsi leur courage sachant qu'ils prennent des risques. 
À moto, en voiture, à vélo ou même à pied pour certains, ils se rendent d'un hameau à un autre, et ne s'en tiennent pas à la fête annuelle du village où ils résident. Ces nouveaux attrapaïres affrontent des taureaux toute l'année en se déplaçant toutes les fins de semaine.